# Кипар на Европском првенству у атлетици у дворани 2017.
Кипар је учествовао на 34. Европском првенству у дворани 2017 одржаном у Београду , Србија, од 5. до 8. марта. Ови је било 21. учешће Кипра на европским првенствима у дворани од 1980. кад је први пут учествовао. Репрезентацију Кипра представљало је 5 спортиста (2 мушкарца и 3 жене) који су се такмичили у 5 дисциплине (2 мушке и 3 женске).
На овом првенству представници Кипра нису освојили ниједну медаљу. У табели успешности према броју и пласману такмичара који су учествовали у финалним такмичењима (првих 8 такмичара) Кипар је са 1 учесником у финалу делио 33 место са 3 бода..
| Плас. | Земља | 1. место | 2. место | 3. место | 4. место | 5. место | 6. место | 7. место | 8. место | Бр. финал. - Бод. |
| ----- | ----- | -------- | -------- | -------- | -------- | -------- | -------- | -------- | -------- | ----------------- |
| 27.   | Кипар | –        | –        | –        | –        | -        | 1 – 3    | –        | –        | 1 - 3             |

## Учесници
| Мушкарци: - Милан Трајковић — 60 м препоне - Василиос Константиноу — Скок у вис | Жене: - Рамона Папајаону — 60 м - Елени Артимата — 400 м - Наталија Евангелидоу — 1.500 м |  |

## Резултати

### Мушкарци
| Атлетичар             | Дисциплина   | Лични рекорд | Квалификације | Квалификације | Полуфинале           | Полуфинале | Финале   | Финале      | Детаљи |
| Атлетичар             | Дисциплина   | Лични рекорд | Резултат      | Место         | Резултат             | Место      | Резултат | Место       | Детаљи |
| --------------------- | ------------ | ------------ | ------------- | ------------- | -------------------- | ---------- | -------- | ----------- | ------ |
| Милан Трајковић       | 60 м препоне | 7,63 НР      | 7,56 КВ, НР   | 1. у гр. 2    |                      |            | 7,60     | 6 / 20 (24) |        |
| Василиос Константиноу | Скок увис    | 2,28         | 2,25          | 9.            | Није се квалификовао | 9 / 20     |          |             |        |

### Жене
| Атлетичарка          | Дисциплина | Лични рекорд | Квалификације | Квалификације | Полуфинале            | Полуфинале            | Финале                | Финале       | Детаљи |
| Атлетичарка          | Дисциплина | Лични рекорд | Резултат      | Место         | Резултат              | Место                 | Резултат              | Место        | Детаљи |
| -------------------- | ---------- | ------------ | ------------- | ------------- | --------------------- | --------------------- | --------------------- | ------------ | ------ |
| Рамона Папајаону     | 60 м       | 7,33 НР      | 7,48          | 5. у гр. 3    | Нису се квалификовале | Нису се квалификовале | Нису се квалификовале | 25 / 37 (38) |        |
| Елени Артимата       | 400 м      | 54,17        | 54,31         | 5. у гр. 6    | Нису се квалификовале | Нису се квалификовале | Нису се квалификовале | 23 / 29 (31) |        |
| Наталија Евангелидоу | 1.500 м    | 4:15,68      | 4:24,61       | 7. у гр. 1    |                       |                       | Није се квалификовала | 19 / 19      |        |